# Passzív időbeli elhatárolás
A számvitelben a passzív időbeli elhatárolás olyan forrásjellegű tétel, amely a tárgyidőszak bevételeit és ráfordításait helyesbíti, az összemérés számviteli elvének megfelelően. A passzív időbeli elhatárolások a vállalkozás eredményét csökkentik, azáltal, hogy
- a még nem elszámolt, de a tárgyidőszakot illető költségek összegét számba veszik vagy
- a már befolyt, de nem a tárgyidőszakot illető bevételek összegét csökkentik.

Példa:
- költség elhatárolására: tárgyévre vonatkozó, még nem kifizetett jutalom összegét előre elszámoljuk költségként, és ezzel egyidejűleg felveszünk a források közé egy ugyanilyen összegű elhatárolást.
- bevétel elhatárolására: a már megkapott, de a következő évre vonatkozó bérleti díj összegével csökkentjük a bevételeket, és ezzel egyidejűleg felveszünk a források közé egy ugyanilyen összegű elhatárolást.